# Rosie Fellner

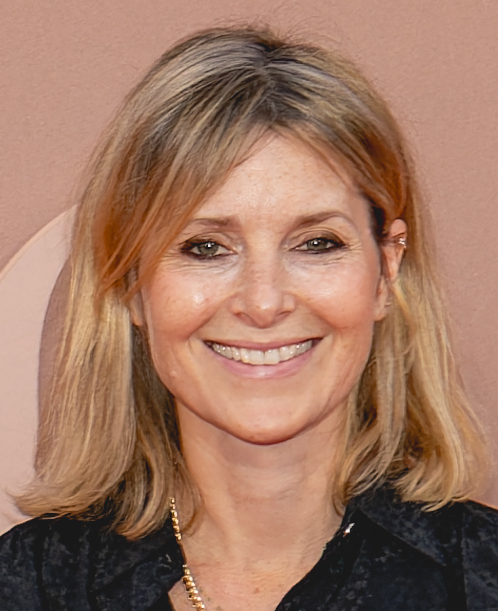
Rosie Fellner (2024)

Rosie Fellner (* 1978 in Galway, Irland) ist eine englisch-irische Schauspielerin und Filmproduzentin.

## Leben und Karriere
Fellner wurde als Tochter von Vaughan und Ruth Fellner in Galway in Irland geboren. Nach der Scheidung ihrer Eltern wuchs sie in Málaga in Spanien auf, wo sie auch die Schule abschloss. Danach lernte sie die Schauspielerei erst in der The Hub Theatre School in Cornwall und später in der London International School of Performing Arts.
Fellner begann ihre Schauspielkarriere in der britischen Fernsehserie The Fast Show, die von 1994 bis 1997 lief. Weitere Auftritte hatte sie u. a. in den Fernsehserien My Hero und The Line of Beauty. Im Jahre 1999 begann Fellner mit dem Film Distant Shadow auch in Kino-Spielfilmen aufzutreten.
Sie war mit dem Regisseur Adrian Vitoria verheiratet. Mit ihrem jetzigen Partner Danny Huston hat sie ein gemeinsames Kind.
Mit ihrer eigenen Gesellschaft Rosebud Pictures produzierte Fellner 2024 den Film The Uninvited und fungierte als Co-Produzentin bei dem Film Rabbit Trap.

## Filmografie (Auswahl)
- 1999: Distant Shadow
- 2002: Nine Lives
- 2011: Age of Heroes
- 2014: The Trip to Italy
- 2014: The Face of an Angel
- 2015: Die Entführung von Bus 657
- 2019: Curfew (Fernsehserie)
- 2023: Life Upside Down
- 2024: The Uninvited (Produzentin)